# Eugeniusz Horbaczewski
Eugeniusz Horbaczewski (Kiev, 28 settembre 1917 – Velennes, 18 agosto 1944) è stato un militare e aviatore polacco, che fu un pilota da caccia durante il corso della seconda guerra mondiale e asso dell'aviazione con 16,5 vittorie confermate, una probabile e un aereo danneggiato. Insignito della Croce d'oro di Cavaliere dell'Ordine Virtuti militari n.61.

## Biografia

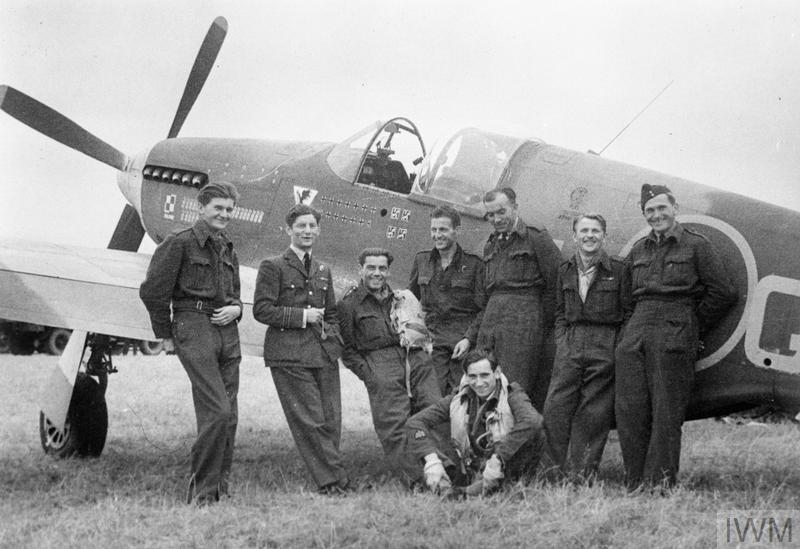
Personale del No. 315 Polish Fighter Squadron in fianco a un caccia North American Mustang Mk.III. Horbaczewski e il secondo da sinistra.

Nacque a Kiev il 28 settembre 1917, figlio di Witold e Anna Kozłowska. Cresciuto a Brest completò un corso di volo a vela, conseguendo il brevetto per alianti A e B. e arruolatosi nella Siły Powietrzne nel 1938 entrò all'Accademia militare aeronautica per cadetti a Dęblin, avendo come istruttore Witold Urbanowicz, e dalla quale si brevettò nel 1939. 
Durante l'invasione della Polonia nel 1939 fu nominato podporucznik ma non entrò mai in combattimento. Fu evacuato in Francia attraversando Romania, Jugoslavia e Grecia, per raggiungere successivamente la Gran Bretagna il 27 giugno 1940 senza mai essere entrato in azione. 
Dopo l'addestramento sugli aerei della Royal Air Force, il 21 agosto 1941 fu assegnato al No.303 Polish Fighter Squadron dotato di caccia Supermarine Spitfire Mk.V. Probabilmente abbatté il suo primo aereo, un caccia Messerschmitt Bf 109, il 6 novembre sulla Francia. Il suo primo abbattimento confermato fu un Focke-Wulf Fw 190 il 4 aprile 1942. Abbatté un Bf 109 il 16 aprile e un Fw 190 il 19 agosto, durante il raid su Dieppe.
Nel febbraio 1943 si arruolò volontario per la squadra da combattimento polacca (Polski Zespół Myśliwski), nota anche come "Circo di Skalski", aggregata alla Desert Air Force. Dal marzo 1943 partecipò alla campagna di Tunisia aggregato al No.145 RFA Squadron Il 28 marzo abbatté un bombardiere Junkers Ju 88 vicino a Sfax, poi quattro Bf 109 (il 2 e il 6 aprile, e due il 22 aprile). Il 6 aprile il suo Spitfire Mk.IX fu colpito e iniziò a incendiarsi, ma mentre si preparava a saltare con il paracadute il vento spense l'incendio e riuscì ad atterrare sull'aeroporto alleato di Gades.
Rimasto in Africa dopo lo scioglimento del suo reparto, fu trasferito al No. 601 RAF Squadron, prima di diventare comandante di volo nel No. 43 RAF Squadron. Comandò lo squadron dal maggio 1943, venendo promosso Squadron Leader Combatté con il No. 43 RAF Squadron su Malta, Sicilia e Italia. Il 4 settembre abbatté un Fw 190 e il 16 settembre altri due Bf 109 in 40 secondi. In ottobre cedette il comando del reparto e tornò in Gran Bretagna.
Il 16 febbraio 1944 assunse il comando dello No.315 Polish Fighter Squadron equipaggiato con i caccia North American Mustang Mk. III. Il 12 giugno 1944 abbatté un Fw 190 e il 30 luglio un Bf 109 individualmente e uno con il suo gregario (contato come 0,5 "quota"). Durante questo periodo, abbatté anche quattro bombe volanti V1 (Fieseler Fi 103|V-1).
Il 18 agosto 1944, nonostante fosse malato di influenza, guidò il suo squadron di 12 aerei sulla Francia in una missione "Rodeo". Lo squadron, usando l'elemento sorpresa, attaccò un gruppo di 60 Fw 190 degli Jagdgeschwader 2 e 26 su un aeroporto vicino a Beauvais. Egli abbatté rapidamente tre Focke-Wulf, ma scomparve durante il combattimento aereo. Nel 1947, il relitto del suo Mustang Mk.III (FB355 PK-K) con il suo corpo ancora all'interno fu trovato al suolo vicino a Velennes (Oise).
Le circostanze esatte della sua morte non sono chiare;. probabilmente fu abbattuto in combattimento da un aereo del II./JG 26. Allo squadron fu attribuito l'abbattimento di 16 aerei in questo scontro, con la sola perdita del capo squadrone (secondo i documenti tedeschi, otto Fw 190 del JG 26 e quattro del JG 2 furono distrutti). L'11 ottobre 1944 fu insignito, postumo, della Croce d'oro dell'Ordine Virtuti militari.

### Annotazioni
1. ↑  Uno dei tre ufficiali polacchi che comandarono uno squadron britannico nel corso della seconda guerra mondiale.
2. ↑  Il suo gregario, il tenente Bozydar Nowosielski, fu testimone delle vittorie di Horbaczewski, ma nessuno dei piloti del No. 315 Squadron vide il momento in cui "Dziubek" fu abbattuto

### Fonti
1. ↑  Cyrkskalskiego.
2. 1 2  Polish Ari Force.
3. 1 2 3 4 5 6 7 8 9 10 11 12 13 14 15 16  Acestories.
4. 1 2  Polish Ari Force.
5. ↑  Pawlak 1989, p. 234.
6. ↑  Krzystek, Krzystek 2012, p. 225.
7. ↑  Sikora 2014, p. 169.
8. ↑  Śliżewski, Sojda 2009, p. 36.
9. ↑  Śliżewski, Sojda 2009, p. 92.
10. ↑  Śliżewski, Sojda 2009, p. 99.
11. ↑  Śliżewski, Sojda 2009, p. 108.
12. ↑  Śliżewski, Sojda 2009, p. 160.
13. ↑  Śliżewski, Sojda 2009, p. 109.
14. ↑  Zieliński 1994, p. 12.
15. ↑  Sikora 2014, pp. 170-171.
16. ↑  Paul Hamlin, Coolham Airfield Remembered, Private Pressing, Sussex, 1996.